# Воронин, Леонид Михайлович
Леонид Михайлович Воронин — первый заместитель министра атомной энергетики СССР (1986—1990), лауреат Государственной премии СССР.

## Биография
Родился 14 марта 1929 г. в г. Воронеже.
Окончил Куйбышевский индустриальный институт по специальности «инженер-энергетик» (1951).
Трудовая деятельность:
- 1951—1964 инженер, старший инженер, заместитель начальника смены, начальник смены, начальник отдела предприятия п/я N 21 Министерства среднего машиностроения СССР, г. Челябинск-40.
- 1964—1970 начальник реакторного цеха, главный инженер Ново-Воронежской АЭС, п. Нововоронежский Воронежской области.
- 1970—1978 главный инженер — заместитель начальника Главного управления атомных станций Министерства энергетики и электрификации СССР.
- 1978—1981 главный инженер — первый заместитель начальника ВПО «Союзатомэнерго» Министерства энергетики и электрификации СССР, Москва.
- 1981—1985 начальник Главного управления по проектным и научно-исследовательским работам Министерства энергетики и электрификации СССР.
- 1985—1986 первый заместитель генерального директора НПО «Энергия» — заместитель директора по науке ВНИИАЭС, г. Москва.
- 1986—1990 заместитель, первый заместитель министра атомной энергетики СССР.

С 1990 года первый заместитель Генерального директора ВНИИ по эксплуатации АЭС (ВНИИАЭС).
Доктор технических наук, профессор. Лауреат Государственной премии СССР 1974 года — за создание серии реакторных установок ВВЭР-440 для АЭС.
Дважды лауреат премии Совета Министров СССР.
Заслуженный энергетик РФ (18.10.1995). Награждён тремя орденами Трудового Красного Знамени (1966, 1971, 1977) и тремя медалями.
Сочинения:
- Особенности проектирования и сооружения АЭС / Л. М. Воронин. — Москва : Атомиздат, 1980. — 188 с. : ил.; 25 см;
- Особенности эксплуатации и ремонта АЭС / Л. М. Воронин. — Москва : Энергоиздат, 1981. — 168 с. : ил.; 24 см.
- Атомная наука и техника СССР / [Л. М. Воронин, А. Н. Проценко, А. Я. Столяревский и др.]; Под общ. ред. А. М. Петросьянца; [Вступ. статьи А. М. Петросьянца, В. А. Легасова]. — Москва : Энергоатомиздат, 1987. — 310,[1] с., [8] л. ил. : ил.; 25 см.

Семья: жена, двое детей.